# Shohei Takeda
Shohei Takeda (武田 将平 Takeda Shohei?), född 4 april 1994 i Kanagawa prefektur, är en japansk fotbollsspelare.
Takeda började sin karriär 2017 i Fagiano Okayama. Han spelade 43 ligamatcher för klubben. 2020 flyttade han till Ventforet Kofu.